# Léhar (langue)
Pour les articles homonymes, voir Léhar.
Le léhar (laalaa dans la langue) est une langue du Sénégal parlée au Laa (le Léhar), région regroupant 18 villages au nord de Thiès et dont les habitants sont des Laalaa.
Comme le saafi, le noon, le ndut et le palor, elle fait partie des langues cangin, rattachées à la branche nord des langues atlantiques, elles-mêmes de la famille des langues nigéro-congolaises.

## Autres noms
Lehar, Lehaar, Laalaa, Laala, Lala, (le Léhar se dit laa en langue laalaa). 

## Population
Le nombre de locuteurs était de 10 925 en 2002.
On les trouve principalement au nord de Thiès, autour des villages de Pambaal, Bargaro et Duuña. Il s'agit de populations qui vivaient autrefois d'activités agro-pastorales. Aujourd'hui, l'activité agricole prédomine nettement. Le bétail a quasiment été décimé par les sécheresses à répétition de la fin des années 1990. Le Léhar compte une jeune génération d'intellectuels, fonctionnaires pour le plus grand nombre. 
« Le Laa (encore appelé Léhar) compte environ 18 villages : Baam, Bapat, Bargaro, Bësia, Bicoona, Duuñë, Gogon, Haak, Jalkin, Jëëfuñ, Joy, Kaadaan, Kii, Kolobaan, Pambaal, Sowaaboon, Tuubi, Yindën. Signalons que nous retrouvons les Laalaa aussi en dehors de la région de Thiès. Par exemple une forte communauté Laalaa a migré, entre 1984 et 1986, à Ngeen et à Saal, dans la région de Tambacounda » (cf. « FALL P. O.: 2005 »(Archive.org • Wikiwix • Archive.is • Google • Que faire ?), p. 5). 
Les habitants du Léhar sont des Laala et parlent la langue du même nom.

## Description
Le laalaa est le parler de la communauté linguistique dite « langues cangin » le moins décrit dans le domaine linguistique. « Les langues cangin peuvent être classées, selon […] Joseph Greenberg (1970), comme appartenant au groupe ouest-atlantique de la branche niger-congo de la famille congo-kordofanienne » (SIL 1993). Notons que le laalaa est le plus souvent assimilé au noon. En effet il y a une intercompréhension très nette entre le laalaa et le noon qui ont un lexique commun estimé à 86 % (Cf. FALL P.O.: 2006, p. 7).

## Écriture
| Majuscules | A | B | Ɓ  | C | D  | Ɗ | E | F | G | H | I | J | K | L | M |
| Minuscules | a | b | ɓ  | c | d  | ɗ | e | f | g | h | i | j | k | l | m |
| Majuscules | N | Ñ | NJ | Ŋ | NG | O | P | R | S | T | U | W | Y | Ƴ | Ɂ |
| Minuscules | n | ñ | nj | ŋ | ng | o | p | r | s | t | u | w | y | ƴ | ' |

## Prononciation
|          | Antérieures | Antérieures | Centrales | Centrales | Postérieures | Postérieures |
|          | +ARL        | -ARL        | +ARL      | -ARL      | +ARL         | -ARL         |
| -------- | ----------- | ----------- | --------- | --------- | ------------ | ------------ |
| Fermées  | i ‹ í ›     | ɪ ‹ i ›     |           |           | u ‹ ú ›      | ʊ ‹ u ›      |
| Moyennes | e ‹ é ›     | ɛ ‹ e ›     |           |           | o ‹ ó ›      | ɔ ‹ o ›      |
| Ouvertes |             |             | a ‹ a ›   | ə ‹ ë ›   |              |              |